# Mimomyia parenti
Mimomyia parenti är en tvåvingeart som först beskrevs av Meillon och Lavoipierre 1944.  Mimomyia parenti ingår i släktet Mimomyia och familjen stickmyggor. Inga underarter finns listade i Catalogue of Life.